# Хайнрих III (Анхалт)
Вижте пояснителната страница за други личности с името Хайнрих III.
Хайнрих III (на немски: Heinrich III von Anhalt; † 11 ноември 1307, Магдебург) от род Аскани, е княз на Анхалт-Ашерслебен от 1266 до 1283 г. и от 1305 до 1307 г. архиепископ на Магдебург.

## Живот
Той е вторият син на княз Хайнрих II от Ашерслебен (1215 – 1266) и Матилда фон Брауншвайг-Люнебург († 1295/1296), дъщеря на херцог Ото от Брауншвайг от фамилията Велфи.
След смъртта на баща му през 1266 г. Хайнрих III управлява Анхалт-Ашерслебен до 1283 г. заедно с по-големия му брат Ото I, до 1370 г. под регентството на майка им.
От 1274 г. Хайнрих III е канон (домхер) в Магдебург, от 1281 г. също пропст на манастир „Св. Блазий“ в Брауншвайг. През 1305 г. той е избран за архиепископ на Магдебург. Той отива, за да получи палиума в Рим, без да знае латински, при папа Климент V. Хайнрих получава на 21 януари 1306 г. папското признаване за службата и трябва да плати затова 1000 марки стендалско сребро.
През 1307 г. Хайнрих образува войска и завладява на 6 май 1307 г. град Шьонебек на Елба от графовете на Барби.